# Daho-Mboutou
Daho-Mboutou est une commune rurale de la préfecture de la Haute-Kotto, en République centrafricaine. Elle est s’étend au sud de la ville de Bria en rive droite de la rivière Kotto.

## Géographie
Située tout au sud de la préfecture de Haute-Kotto, la commune est limitrophe des préfectures de Basse-Kotto, Ouaka et Mbomou.
| Yéngou       | Daba-Nydou   |         |
| Haute-Baïdou | Daho-Mboutou | Bakouma |
|              | Kotto        |         |

## Villages
La commune est constituée de 36 villages recensés en 2003 : Allayou 1, Allayou 2, Allayou 3, Allayou 4, Benga, Bokoyo, Dagalou 2, Daho, 1, Daho 2, Ezze 1, Ezze 2, Foko, Gbongo 1, Gbongo 2, Gonda, Ingboupou, Irrabanda, Kaita, Kaouagbi, Konengbe 1, Konengbe 2, Koubou, Kparaka, Latamy, Makili, Mballet, Mbiamou, Mbiandogo (1, 2), Ngarangba 1, Ngarangba 2, Ngbondou, Nguerengou, Pamenaha, Piya, Yakomba, Yatagba.

## Éducation
La commune compte 9 écoles en 2013 : F1 à Piya, Makili, Irra-Banda, Bengba-Seese, écoles Remandji et Katekondji à Kouzounendji, Mbetti, écoles Lendjé et Lema à Lendjé.